# هوغو سيغمان
هوغو سيغمان (بالإنجليزية: Hugo Sigman) (و. 1944 – م) هو طبيب نفسي، ومنتج أفلام من الأرجنتين. ولد في بوينس آيرس.

## روابط خارجية
- هوغو سيغمان على موقع IMDb (الإنجليزية)
- هوغو سيغمان على موقع قاعدة بيانات الفيلم (الإنجليزية)